# Firm (usurpador segle IV)
Firm (llatí: Firmus) va ser un noble romà africà, usurpador del tron imperial sota Valentinià I.
Era fill del príncep amazic Nubel, que havia obtingut molt de poder com a general romà i era un cristià ric. A la mort de Nubel, el seu fill Zammac es va apoderar de l'herència. Firm va matar Zammac, que era el seu germanastre i es va fer amb l'herència del pare.
Cap a l'any 372 es va revoltar contra el comes d'Àfrica, Romà, aliat de Zammac. La situació havia empitjorat a la província i el governador ja no protegia les ciutats que s'havien negat a pagar-li suborns, i algunes d'elles pagaven a grups amazics per la seva defensa. Valentinià va enviar a la província al magister militum Teodosi, pare de l'emperador Teodosi I el Gran, amb l'ordre de deposar Romà i sotmetre Firm, que a més s'havia proclamat emperador.
Teodosi va refusar les ofertes de Firm i qualsevol negociació. Amb el suport de les tribus númides i dels donatistes, Firm va obligar Teodosi a una llarga i sagnant campanya, però finalment Firm va ser traït per un dels seus i es va suïcidar abans de ser capturat.